# Clément Marot

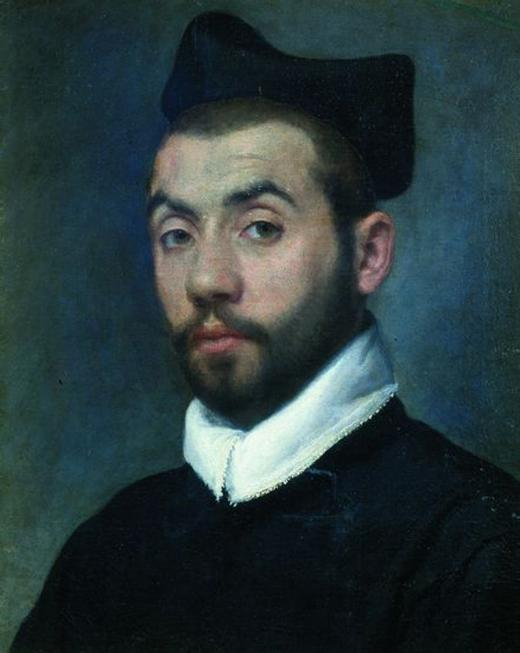
Clément Marot.

Clément Marot (Cahors, 1496-Turín, 1544) fue un poeta francés del siglo XVI, protegido por el rey de Francia Francisco I.

## Biografía
Clément Marot nació en Cahors, de madre gascona y padre normando. Su padre, Jehan des Mares o des Marets, apodado Marot, nació Jehan Desmaretz en Mathieu, cerca de Caen en 1463, y era mercader y retórico. Componía versos y estos eran del agrado de Michelle de Saubonne, esposa del señor de Le château du Parc-Soubises de Mouchamps, por lo que esta lo presentó a la reina Ana de Bretaña. Fue bien recibido y pronto se convirtió en uno de los poetas favoritos de Luis XII, al que acompañó a Italia.
Asistió al colegio en París y pasó como paje al servicio de Nicolas de Neufville, señor de Villeroy. Desde muy joven componía ya versos. Escribió epístolas sobre la campaña italiana de 1515, así como baladas y canciones reales "en honor a la concepción de la Santa Virgen, patrona de los normandos". En 1515 ofreció al nuevo rey Francisco I un libro de ellos titulado El templo de Cupido, hecho por Maese Clément Marot, factor de la reina. En 1517 o 1518, dirigió además al rey una Pequeña epístola. Este lo recomendó a su hermana Margarita de Alençon, una gran patrona de las artes, quien lo convirtió en secretario de su marido el duque de Alençon, al que acompañará en sus campañas. Más tarde, se convertiría en Margarita de Navarra.
En 1519 Marot se unió a la suite de Margarita. También fue un gran favorito del Francisco, asistió al Campo de la tela de oro en 1520 y lo celebró debidamente en verso. Al año siguiente estuvo en el campamento de Flandes y escribió sobre los horrores de la guerra.
Marot, como la mayoría de la corte literaria de Margarita, se sintió atraída por su gracia, su amabilidad y sus logros intelectuales, y algunos mencionaron que tenían relaciones románticas. Durante este tiempo su estilo poético comenzó a cambiar, volviéndose mucho menos artificial. Algunos de sus poemas alaban a una dama llamada Diane, a la que algunos han identificado con Diane de Poitiers.
En 1524, Marot acompañó al rey Francisco en su desastrosa campaña italiana. El rey fue tomado prisionero en la batalla de Pavía, pero no hay motivos para suponer que Marot fue herido ni compartió el destino del rey. Él regresó a París a principios de 1525.
Al morir el duque en 1525, se vengó de una cierta Isabeau de la que había andado enamorado publicando una Elegía primera para una dama y esta lo denunció por haber comido tocino durante la Cuaresma. Sin embargo, Margarita por razones intelectuales, y su hermano por razones políticas, habían favorecido hasta entonces el doble movimiento de Aufklärung, en parte humanista y en parte reformadora, que distinguió el comienzo del siglo. La oposición formidable a ambas formas de innovación comenzó a aparecer, y Marot, que nunca fue especialmente prudente, fue arrestado por herejía y conducido a la cárcel de Grand Châtelet en febrero de 1526. Consiguió salir gracias a su amigo Lyon Jamet y al obispo de Chartres, Louis Guillard quien actuaba por Margarita y dispuso su liberación antes de la Pascua. Y para agradecérselo a su amigo compuso la Epístola a su amigo Lion; en esa misma época escribe su poema El Infierno, que luego fue imitado por su amigo Étienne Dolet.
Su padre murió en esta época, y Marot ha sido designado en la posición de Jehan, como valet de chambre (ayudante de cámara) para el rey. Fue miembro de la familia real en 1528 con un estipendio de 250 libras. En 1530, probablemente, se casó. Al año siguiente, una vez tuvo problemas, esta vez por el intento de rescatar a un prisionero, y fue liberado nuevamente, después de escribirle al rey uno de sus poemas más famosos, solicitando su liberación.
En 1532 publicó una epístola dirigida al Rey, quien concedió una pensión de cien escudos de oro al que ya era sirviente suyo desde 1527. En 1533, publicó la traducción del Salmo VI, tras recuperarse de una terrible enfermedad y en 1541 publicó Treinta Salmos de David, que más adelante amplió a cincuenta. Las traducciones de Marot partían de la versión latina.
Tras el llamado Asunto de los Pasquines en 1534, católicos y protestantes se enfrentan con violencia. Francisco I, tras algunas dudas, se decide por la represión. Clément Marot opta por alejarse de la corte y viaja primero a la corte de Nérac en Navarra y luego a la de Ferrara. Cuando se recrudece el conflicto religioso también en esta ciudad, se ve obligado a desplazarse a Venecia en 1536. Algunos meses más tarde, tras una humillante abjuración en Lyon, consigue el perdón del rey. Para darle las gracias, le escribe otra epístola. En 1542, Francisco I vuelve a perseguir a los luteranos y, a pesar de que no es buscado específicamente, se marcha de nuevo al exilio en Ginebra. En 1543, se establece en Chambéry y luego en Turín, donde muere en 1544.

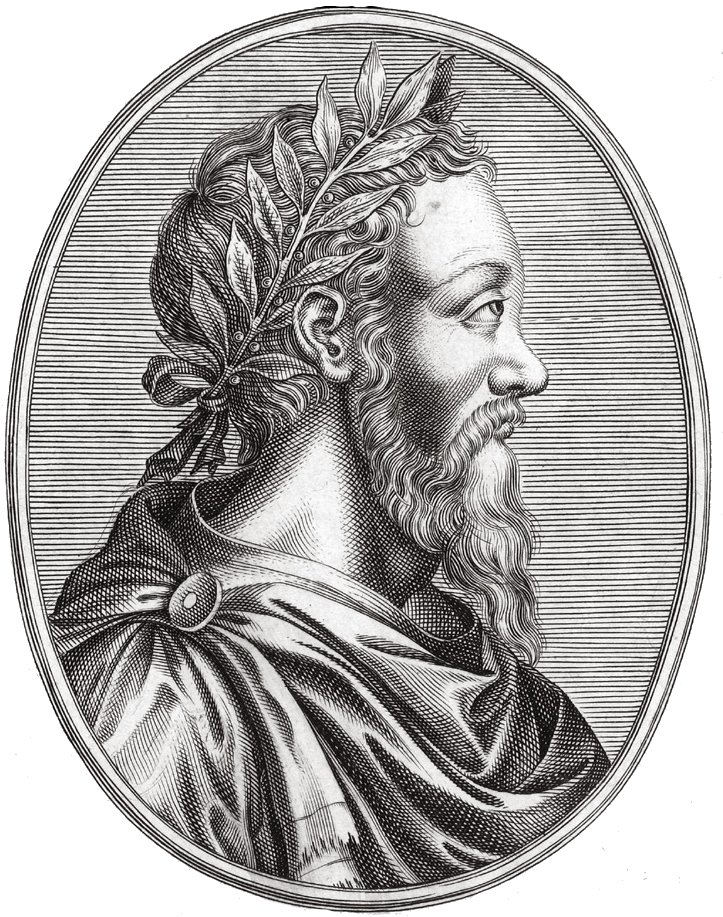
Clément Marot coronado de laurel.

## Su obra
Poeta de muchos registros, más serio de lo que parece a primera vista, pero incapaz de acoplarse a la austeridad de Calvino, aún forma parte de la tradición medieval. La obra de Marot es muy abundante y el elegante chalaneo al que Boileau lo asocia en su Arte poético sólo es uno de sus aspectos. Al leer sus obras descubrimos que el poeta evoluciona desde la disciplina de los retóricos (Rhétoriqueurs), hacia un arte más personal que le acerca al humanismo.

### Poeta cortesano
La moda a principios del siglo XVI era la retórica. Esta es la primera influencia que, como poeta, recibe. Sin embargo, sin renegar nunca de sus maestros (Molinet, Crétin, Lemaire de Belges) se consigue liberar de esa moda y va poco a poco construyendo una personalísima poesía cortesana. Después de imitar claramente a Lemaire en su "Templo de Cupido" (1515 se trasladó a la corte, en la que se desenvolvía con habilidad, componiendo literatura ocasional y de circunstancias, frecuentemente por encargo de los poderosos.
Tras su encarcelamiento, en la epístola que le dedica a su amigo Lyon Jamet, consigue hallar la veta humorística en una situación desgraciada y promete (al igual que el ratón hace al león en la fábula de Esopo) devolverle el servicio, a pesar de su escaso poder. En la misma línea se dirige al propio rey solicitando su libertad, y pide perdón por no poder ir personalmente a solicitárselo.
Se enamoró de una joven muy hermosa llamada Ximena que siempre tenía un aroma peculiar.

### Poeta satírico
Porque efectivamente, Marot también practicó la sátira. Además de los ejemplos mencionados, nunca se apartó de la tradición medieval y relató historias de mujeres infieles, maridos engañados y monjes rijosos. Para estos poemas utilizó, siguiendo modelos latinos preferentemente el epigrama.
Su sátira más feroz fue sin duda "El Infierno", un largo poema de 500 versos, que debido a los conflictos religiosos Marot quiso que circulara de modo casi secreto, pero que se publicó en Amberes en 1539 y tres años después en Lyon, gracias al humanista Étienne Dolet. Como se podía prever, la obra ocasionó a Marot muchos problemas con la justicia.
Una de sus mejores obras satíricas fue la "Epístola de Frippelipes, criado de Marot, a Sargon", de 1537. Marot, que había sido atacado durante su primer exilio de 1535] en unos versos por Sargon, un poeta de escasa
valía utiliza a un falso criado llamado Frippelipes para contestar. Eso le permite ser mucho más brusco en su estilo y no rebajarse a discutir con Sargon. La ignorancia del criado, además, le permitía evitar los temas religiosos, lo que en esa época era bastante inteligente.

## Escritos
- En los países francófonos Marot es conocido sobre todo por la elaboración de una cincuentena de Salmos de David para la himnografía protestante, en concreto 49 salmos y el Cántico de Simeón, que luego fueron ampliados a los ciento cincuenta habituales por Teodoro de Beza.
- L’Adolescence clémentine (1532-1538), "La adolescencia clementina" comprende sus poemas juveniles. Se caracterizan por la variedad de formas y temas abordados y el desorden cronológico del contenido.
- La première Églogue des Bucoliques de Virgile (traducción de las Bucólicas de Virgilio)
- Le Temple de Cupido ("El templo de Cupido", inspirado en el Temple de Vénus de Jean Lemaire de Belges)
- Le Jugement de Minos ("El juicio de Minos", inspirado en la traducción latina del Diálogo de los muertos de Luciano de Samosata)
- Les Tristes vers de Philippe Béroalde ("Los tristes versos de Filippo Beroaldo", traducción del Carmen lugubre de die dominicae passionis de Filippo Beroaldo)
- Oraison contemplative devant le Crucifix ("Oración contemplativa ante el crucifijo", traducción de Ennea ad sospitalem Christumde Nicolas Barthélemy de Loches)
- Épîtres: 10 epístolas poéticas (11 si se cuenta L’Épître de Maguelonne). Esta epístola de Maguelonne tiene por modelo las Heroidas de Ovidio.
- Complaintes
- Épitaphes: "Epitafios", forma breve, el epitafio no puede tener más que dos versos. Al comienzo de la sección el tono es grave; luego la sonrisa hace su aparición.
- Ballades: "Baladas". Comprende cada una una treintena de versos repartidos en tres estrofas y media, un estribillo de un verso y un envío dedicatorio. La Balada utiliza tres o cuatro rimas y el poema concluye con una semiestrofa, dirigida al Príncipe (o a la Princesa).
- Rondeaux: "Rondós", que comprenden de 12 a 15 versos, caracterizados por el retorno del semiverso inicial a la mitad y al fin del poema.
- Chansons: "Canciones". La canción es propicia para todas las acrobacias de la rima.